# Équipe du Ghana des moins de 17 ans de football
Maillots
L'équipe du Ghana des moins de 17 ans est une sélection de joueurs de moins de 17 ans au début des deux années de compétition placée sous la responsabilité de la Fédération du Ghana de football. Cette équipe a remporté deux fois la Coupe d'Afrique des nations des moins de 17 ans et également deux fois la Coupe du monde des moins de 17 ans.

## Parcours en Coupe d'Afrique des nations des moins de 17 ans
- 1995 :  Vainqueur
- 1997 :  3e
- 1999 :  Vainqueur
- 2001 : Non qualifiée
- 2003 : Non qualifiée
- 2005 :  Finaliste
- 2007 :  3e
- 2009 : Non qualifiée
- 2011 : Non qualifiée
- 2013 : 1er tour
- 2015 : Disqualifié
- 2017 :  Finaliste
- 2019 : Non qualifiée
- 2023 : Non qualifiée

## Parcours en Coupe du monde des moins de 17 ans
| - 1985 : Non inscrit - 1987 : Non qualifiée - 1989 : 1er tour - 1991 : Vainqueur - 1993 : Finaliste - 1995 : Vainqueur - 1997 : Finaliste - 1999 : 3e - 2001 : Non qualifiée - 2003 : Non qualifiée |  | - 2005 : 1er tour - 2007 : 4e - 2009 : Non qualifiée - 2011 : Non qualifiée - 2013 : Non qualifiée - 2015 : Non qualifiée - 2017 : Quart-de-finale - 2019 : Non qualifiée - 2023 : Non qualifiée |

## Palmarès
- Coupe du monde des moins de 17 ans :
  - Vainqueur en 1991 et en 1995.

- Coupe d'Afrique des nations des moins de 17 ans : 
  - Vainqueur en 1995 et 1999.

## Joueurs connus
- Nii Lamptey
- Samuel Kuffour
- Stephen Appiah
- Ibrahim Abdul Razak
- Michael Essien
- Abeiku Quansah
- Laryea Kingston
- Daniel Quaye
- George Appiah